# 拉扎勒斯·查克维拉
拉扎勒斯·麦卡锡·查克维拉（英語：Lazarus McCarthy Chakwera，1955年4月5日—）是马拉维神学家和政治家，现任马拉维总统。自2013年起，他一直是马拉维大会党领袖，在2019年5月21日举行的极具争议的选举被宪法法院推翻后，他曾是国民议会反对党领袖。1989年至2013年5月14日，他担任马拉维神召会主席。2020年的总统选举中，成功当选马拉维总统。